# Цибулько Володимир Миколайович
Володи́мир Микола́йович Цибу́лько (нар. 27 травня 1964, с. Хмільна, Черкаська область) — український політичний експерт, письменник й перекладач, та політик.
Студіював філологію у Київському та Латвійському університетах.
Одружений, має двох дітей.

## Творча діяльність
Здобув популярність після виголошення скандальної промови на пленумі Спілки письменників України (1992). Невдовзі став президентом Асоціації «Нова література».
З 1994 р. проходить авторська щорічна груднева акція, з 2005 р. — фестиваль «Кобзар forever».
Один із відомих організаторів і режисерів мистецьких акцій:
- Всеукраїнський фестиваль «Червона Рута»
- Фестиваль поезії «Золотий гомін» (1990, Київ)
- Фестиваль «Вивих» (1990, 1992, Львів)
- Фестиваль «Вітер зі Сходу» (1992, 1993, Донецьк)
- Акція «Музиканти проти алкоголізму та наркоманії» (2000)

Знявся в епізодичній ролі у фільмі Іван та кобила (1992).

### Збірки поезій
- 1988 — Ключ
- 1991 — Хвіст ящірки
- 1992 — Піраміда
- 1996 — Ангели і тексти
- 1997 — Ангел супраціву (білорус.)
- 2002 — Ангел в піраміді (укр. і анґл. мовами)
- 2000 — Майн кайф
- 2003 — Вибране, вирване, вигране, випране…
- 2003 — Книга застережень

## Політична діяльність
Тривалий час був радником Віктора Ющенка.
7 липня 2005 року на підставі постанови Верховної Ради України про дострокове припинення повноважень народного депутата України Віктора Пинзеника і постанови ЦВК від 8 липня 2005 року про визнання обраним народним депутатом України по одномандатному загальнодержавному округу Володимира Цибулька, і, враховуючи результати виборів народних депутатів України, внесені у відповідний протокол ЦВК від 15 квітня 2002 року «Про результати виборів народних депутатів України по одномандатному загальнодержавному округу від 31 березня 2002 р.», ЦВК зареєструвала Володимира Цибулька народним депутатом України.
6 вересня 2005 року на 8-й сесії Верховної Ради він прийняв депутатські повноваження і вступив до фракції Української народної партії, членство в якій припинив 14 грудня 2005 р., перейшовши до фракції «Наша Україна».
У серпні 2011 року був оприлюднений так званий "лист десятьох" — лист української інтелігенції на підтримку політики Президента України Віктора Януковича. Одним з десятьох підписантів був Володимир Цибулько. 